# 維奧站
維奧站（法語：Station Viau）位於加拿大魁北克省蒙特利爾，服務附近的居民。

## 外部連結
- （法文）（英文）蒙特利爾交通局：維奧站 （页面存档备份，存于）（英文） （页面存档备份，存于）
- （法文）（英文）：維奧站 （页面存档备份，存于）（英文） （页面存档备份，存于），含有維奧站的資訊、歷史、車站結構與藝術品資料。